# サン・ホセ・デ・ラス・ラハス
サン・ホセ・デ・ラス・ラハスは、キューバマヤベケ州の州都。カレテラ・セントラルによって二分されている。
1778年に設立。

## 人口
2017年時点でサン・ホセ・デ・ラス・ラハスの人口は78227人。総面積は591 km2 (228 sq mi)。

## 経済
当都市はマヤベケ州の最も重要な経済の中心地であり、冶金、機械、電気、建築、化学、ラム酒など重要な産業と発達した農業部門がある。

## 交通
当都市はハバナ近郊鉄道の路線が運行するハバナ-グイネス線の駅がいくつかある。

## スポーツ
「Nelson Fernández」野球場は、2008年から2009年キャンペーンの全国チャンピオンバケーロス・デ・ラ・アバナ球団チームヴァケイロの会場である。